# Staw barkowo-obojczykowy
Staw barkowo-obojczykowy (łac. articulatio acromioclavicularis) – w anatomii człowieka staw łączący wyrostek barkowy łopatki z końcem barkowym obojczyka. Jest to staw kulisty (wykonuje ruchy typowe dla tego typu stawu), zawierający krążek. 
Rolę główki przejmuje koniec barkowy obojczyka, natomiast panewką jest wyrostek barkowy. Torebka stawowa jest luźna, z przodu grubsza niż z tyłu, wzmocniona więzadłami; przyczepia się do kości wzdłuż granic powierzchni stawowych. Krążek stawowy nieraz wypełnia całą jamę stawową i przekształca staw w połączenie chrząstkozrostowe, często jednak jest niezupełny albo brak go całkowicie.
Staw barkowo-obojczykowy wzmacniany jest przez:
- więzadło barkowo-obojczykowe między powierzchnią górną końca barkowego obojczyka a przylegającą częścią wyrostka barkowego łopatki,
- więzadło kruczo-obojczykowe:
  - czworoboczne stanowi część przednio-boczną, odchodzącą od kresy czworobocznej obojczyka,
  - stożkowate stanowi część tylno-przyśrodkową, odchodzącą od guzka stożkowatego obojczyka[1].

Ruchy w stawie barkowo-obojczykowym umożliwiają unoszenie i obniżanie łopatki, wysuwanie do przodu i cofanie obręczy, a także drobne ruchy obrotowe.